# Mořská geologie

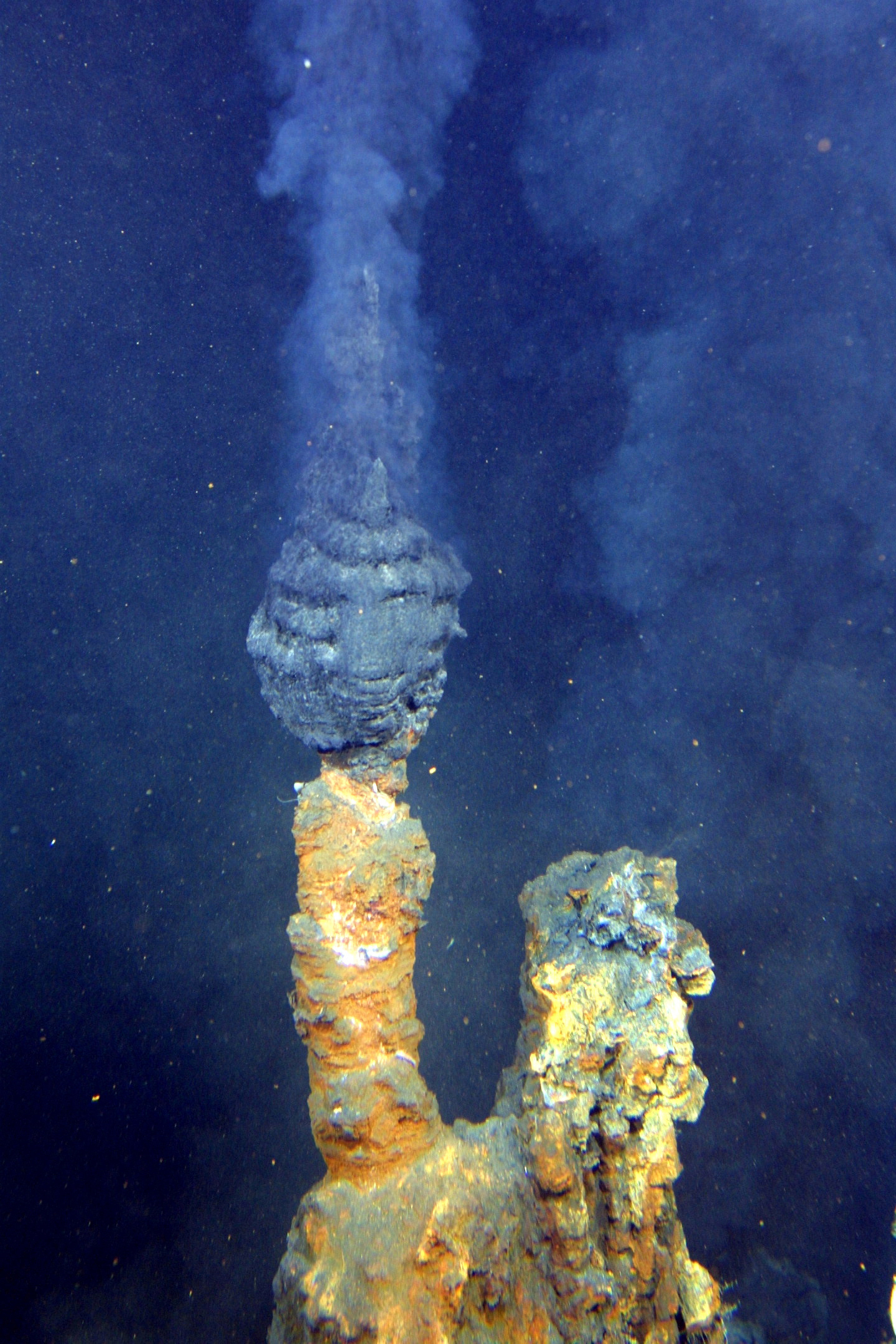
Podmořský geologický útvar – černý kuřák

Mořská geologie (anglicky marine geology nebo geological oceanography) je komplex geologických věd, které se zabývají geologickou stavbou mořského a oceánského dna. Má mnoho společného s fyzickou oceánografii a deskovou tektonikou. Vznik mořské geologie je spojen s plavbami oceánografické lodi HMS Challenger, které se uskutečnily v rámci stejnojmenné expedice v letech 1872 až 1876.
Studium mořské geologie po druhé světové válce podalo významné poznatky o mořském dně, jeho rozpínání a deskové tektonice. Výzkum nejhlubších částí mořského dna podporoval jednak vojenský (ponorky a průzkumná plavidla) jakož i ekonomický sektor (těžební společnosti). Byly tak objeveny oceánské příkopy a mezi nimi i nejhlubší podmořské místo na Zemi – Marianský příkop. Přesto patří mořské dno k nejméně prozkoumaným částem povchu Země.
Mořská geologie podala nové informace o pacifickém Ohnivém kruhu, kde se v současnosti zkoumá intenzivní seismická činnost, podmořský vulkanismus a s tím spojená zemětřesení a tsunami. Důležité jsou také výzkumy sedimentace jak v šelfových, tak hlubokomořských oblastech, objev karbonátové kompenzační hloubky (CCD), bílých a černých kuřáků a pod.
Objevy a pokračující studium středooceánských hřbetů a riftových systémů, spojených s podmořským vulkanismem a hydrotermálními pochody nejprve v Rudém moři a později ve východní oblasti Tichého oceánu či uprostřed Atlantského oceánu se ukázaly jako nanejvýš významné a v jejich výzkumu se stále pokračuje.